# Герб Глубокого
Герб Глубокого (бел. Герб Глыбокага) — официальный геральдический символ города Глубокое Витебской области Беларуси. Автором герба является М. М. Елинская. Художник — А. В. Левчик.

## История
Герб Глубокого был одобрен решением Глубокского районного исполнительного комитета 16 апреля 2003 года. Герб города был утверждён Указом Президента Республики Беларусь от 20 января 2006 года № 36 и зарегистрирован в Государственном геральдическом регистре Республики Беларусь 6 февраля 2006 года.

## Описание
Герб города Глубокое представляет собой изображение в серебряном поле испанского щита голубой стены с тремя зубцами, на которой находятся две перекрещенные серебряные сабли с золотыми рукоятями и три золотые монеты.

## Использование
Герб города Глубокое является собственностью Глубокского района, правом распоряжения которой обладает Глубокский районный исполнительный комитет.
Изображение герба города Глубокое размещается на зданиях, в которых расположены органы местного управления и самоуправления города Глубокое и Глубокского района, а также в помещениях заседаний этих органов и в служебных кабинетах их руководителей. Изображение герба города Глубокое может размещаться в тех местах города Глубокое и Глубокского района, где в соответствии с белорусским законодательством предусматривается размещение изображения Государственного герба Республики Беларусь.
Изображение герба города Глубокое может использоваться также во время государственных праздников и праздничных дней, торжественных мероприятий, проводимых государственными органами и иными организациями, народных, трудовых, семейных праздников и мероприятий, приуроченных к памятным датам.
Право на использование изображения герба города Глубокое в иных случаях может быть предоставлено по решению Глубокского районного исполнительного комитета.

## В филателии

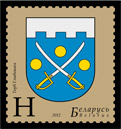
Марка

В 2012 году Министерство связи и информатизации Республики Беларусь выпустило в обращение почтовую марку «Герб Глубокого» из серии «Гербы городов Беларуси».